# 한성기업
한성기업(韓星企業, Hansung Enterprise Co., Ltd.)은 원양어업을 하고 수산물을 가공한 가공식품을 제조하는 기업이다.
본사는 부산광역시 영도구에 있으며, 당진시, 김해시, 포항시 등에 공장이 있다.

## 역사
- 1963년 - 회사 설립
- 1969년 - 제1한성호가 북태평양에서 조업개시
- 1972년 - 울산공장 준공
- 1972년 - 명태 필렛 생산개시
- 1982년 - 한성 게맛살 출시
- 1985년 - 아르헨티나의 현지법인 설립
- 1989년 - 주식상장
- 1993년 - 식품연구소 개설
- 2001년 - 크래미와 해물경단을 출시
- 2003년 - 러시아의 첫 합작법인 설립

## 주요 생산품
- 크래미
- 런천미트
- 광천김